# 宝珠院 (南房総市)
宝珠院（ほうじゅいん）は、千葉県南房総市府中にある、真言宗智山派の寺院。山号は金剛山。寺号は神護寺。本尊は地蔵菩薩。
御詠歌：あま寺へ 参るわがみもたのもしや はなのお寺を見るにつけても

## 概要
寺伝によると、1404年（応永11年）宥伝の父が仏教に帰依して、私財を投じて寺院を創り、宥海を開山導師として招き、実乗院と称したのが始まりという。その後、宝珠院と改めた。
里見氏から寺領275石余、徳川氏から203石余の寺領が安堵された。江戸時代、安房国真言宗寺院の触頭として284箇寺を支配していた。また、安房国で唯一、真言宗の学問所（檀林）が置かれていた。当時、林光院・徳蔵院・西光院・本覚院の塔頭が4院あった。
西光院の本尊として安置されていた、十一面観世音菩薩が残る。
1894年（明治27年）醍醐寺報恩院の末寺であったが、現在は智積院の末寺である。1923年（大正12年）関東大震災により、山内諸堂が倒壊し多くの寺宝を失ったが、現在は県指定の文化財3点、市指定の文化財12点を所蔵している。

## 千葉県指定文化財
- 木造十一面観音立像
- 繍字法華経陀羅尼品
- 絹本著色両界曼荼羅図

## 南房総市指定文化財
- 曼荼羅他
- 木造不動明王坐像
- 二十五菩薩来迎図
- 薬師三尊十二神将像
- 渡唐天神画像
- 花鳥画
- 絹本著色曼荼羅図（胎蔵界）
- 阿字観図
- 不動明王二童子像
- 大壇具
- 府中宝珠院の大椿

## 交通アクセス
- 館山日東バス横峰バス停下車。

## 隣の札所
安房国札三十四観音霊場
22 勧修院 -- 23 宝珠院 -- 24 延命寺